# Hans Bremer (Polizeibeamter)
Hans Hermann Bernhard Louis Bremer (geboren 9. Oktober 1906 in Hannover; gestorben nach 1952) war ein deutscher Polizei- und Gestapo-Beamter.

## Leben
Der noch im Deutschen Kaiserreich 1906 in Hannover geborene Hans Bremer trat zur Zeit der Weimarer Republik im Jahr 1928 in den Dienst der hannoverschen Polizei ein. Nach der Machtergreifung durch die Nationalsozialisten wurde er 1937 auf eigenen Wunsch zur Gestapo versetzt. Dort wirkte er ab September 1941 im sogenannten „Judenreferat“. Gemeinsam mit Friedrich Wilhelm Nonne verübte er zahlreiche schwere Misshandlungen und war daher von den hannoverschen Juden besonders gefürchtet.
Ähnlich wie vor ihnen Christian Heinrichsmeier suchten Bremer und Nonne zumeist plötzlich und unangemeldet die Israelitische Gartenbauschule in Ahlem auf, wohin die hannoverschen Juden nach dem Befehl des Reichssicherheitshauptamtes ab Herbst 1941 verschleppt wurden, um sie von dort aus zu den Vernichtungslagern zu deportieren. Die beiden insbesondere durch ihre „brutalen Ausschreitungen in den [hannoverschen] Judenhäusern“ gefürchteten Gestapo-Beamten forderten in Ahlem „‚ihren Anteil‘ an den Erzeugnissen und Früchten der Gartenbauschule.“
Während des Zweiten Weltkrieges wurde Bremer ab Dezember 1942 an der Ostfront eingesetzt.
In der Nachkriegszeit stellte die verbliebene Jüdische Gemeinde Hannovers „selbst Strafanzeige gegen bekannte Verbrecher des NS-Regimes“ und beteiligte sich auch an den Prozessen der Oberstaatsanwaltschaft Hannover. So wurde Hans Bremer noch unter der Britischen Militärregierung im Jahr 1948 vom Schwurgericht Hannover nach dem Kontrollratsgesetz Nr. 10 wegen Verbrechen gegen die Menschlichkeit zu 10 Jahren Zuchthaus verurteilt sowie zu 5 Jahren Ehrenrechtsverlust. Er wurde jedoch bereits nach 5 Jahren Haft im Jahr 1952 entlassen auf 4 Jahre Bewährung.

## Archivalien
Archivalien von und über Hans Bremer finden sich beispielsweise
- als „Brief an die jüdische Gemeinde Hannover“ vom 30. Juni 1947 in der Akte Bremer der Staatsanwaltschaft beim Landgericht Hannover; im Hauptstaatsarchiv Hannover, Archivsignatur HStA Nds. 721 Hann. Acc. 61/81, Nr. 14, Blatt 2[4]